# Prekanjeni Jure
Prekanjeni Jure je pravljica slovenskega avtorja Toneta Ljubiča. Objavljena je bila v njegovi zbirki pravljic Ljudske pripovedke iz Dobrepolj.

## O zbirki
Tone Ljubič je zbiral ljudske pravljice in pripovedke na območju občine Dobrepolje. Vso zbrano gradivo je zbral in zapisal v knjigo po naslovu Ljudske pripovedke iz Dobrepolj. V knjigi je opisanih  22 zgodb z različno vsebino. Nekatere govorijo o težkem, revnem življenju iz katerega so se ljudje želeli rešiti z različnimi zvijačami, druge govorijo o svetopisemskih vsebinah in njihovem verovanju, spet tretje pa govorijo o prigodah, katere so si ljudje težje predstavljali, zato so si jih razlagali s čudeži in čudežnimi predmeti. Za dodatek je avtor na koncu zbirke objavil tudi zapis pravljice v dobrepoljskem narečju, in sicer pravljico po naslovu Grad na Garic.

## Kratek povzetek pravljice Prekanjeni Jure
Jure je bil reven bajtar, ki je imel le staro, napol podrto hišo, ženo in staro mater. Preživljal se je s prodajanjem metel po svetu, ki pa ni prinašalo velikega dobička. Nekega dne, ko je v krčmi jedel svoj zadnji krajec kruha, je slišal druge sejmarje govoriti o skopem gospodu, ki pa je bil hkrati tudi neumen. Juretu je v glavo šinila dobra zamisel, zato se je odpravil k tistemu gospodu. Ponudil mu je svoje metle, vendar jih gospod ni želel kupiti. Jure je bil zvit in ga je pretental z zvijačo, ponudil mu je vse metle, ki naj bi bile čudežne, narejene samo za njega. Z dobičkom se je vrnil domov in srečno živel, dokler ga ni opeharjeni gospod našel. S ponovno zvijačo mu je Jure prodal »čarobno« kresilo, ki naj bi staro ženo spremenil v mlado. Gospod se je vrnil domov in upošteval Jurčkov nasvet. Zažgal je svojo ženo in zato devet let preživel v ječi. Ko je odslužil svojo kazen, se je besen vrnil na Jurčkovo domačijo. Jure ga je opazil že prej, zato mu je pripravil ponovno presenečanje. Zaigral je svojo smrt. Gospod ga je iz maščevanja udaril, »mrtvi« Jure pa mu je klofuto vrnil. Gospod je bil tako prestrašen, da je zbežal in ni nikoli več nadlegoval Jureta.

## Analiza
Osrednja lika pripovedke sta revni in prebrisani Jure ter bogat, neumen gospod. V pripovedki nastopajo tudi Jurčkova mama in žena, sejmarji, omenjena pa je tudi gospodova žena. Osrednji motiv zgodbe je motiv prevare, ki jo prebrisani Jure uporabi kar trikrat. Pojavi pa se tudi motiv revščine in bogastva, motiv iznajdljivosti in neumnosti ter motiv smrti. Dramska tehnika zgodbe je sintetična.
V zgodbi so opazne nekatere tipične značilnosti pravljic, na primer:
- dogajalni prostor in čas nista znana;
- črno-bela tehnika pisanja (reven - bogat)
- pravljična števila (tri prevare, tri cekini, devet let…)

## Podobni motivi v drugih pravljicah
Motiv prevare:
- Volk in sedem kozličkov (J. in W. Grimm): volk poskuša trikrat pretentati kozličke, da bi lahko vstopil v hišo in jih požru.
- Sneguljčica in sedem palčkov: hudobna mačeha trikrat obišče Sneguljčico in jo s prevaro poskuša ubiti.
- Mož, ki je padel iz nebes (Pravce iz Benečije): beraški mož je dvakrat pretental staro gospo in enkrat njenega sina.